# King Vidor
King Wallis Vidor (n. 8 februarie 1894, Galveston⁠(d), Texas, SUA – d. 1 noiembrie 1982, Paso Robles⁠(d), California, SUA) a fost un regizor, producător de film și scenarist american, a cărui carieră de film întinsă pe o perioadă de 67 de ani a cuprins cu succes perioadele filmului mut și a celui sonor. Lucrările sale se disting printr-o reprezentare vie, umană și înțelegătoare a problemelor sociale contemporane. Considerat regizor de autori, Vidor a abordat mai multe genuri și a permis subiectului să determine stilul, depășind adesea limitele convențiilor de realizare a filmelor.
Cel mai remarcabil și de succes film al său în epoca filmului mut este The Big Parade (1925). Filmele cu sunet ale lui Vidor din anii 1940 și începutul anilor 1950 reprezintă cele mai importante realizări ale sale. Printre cele mai bune filme ale sale se numără Northwest Passage (1940), Tovarășul X (1940), An American Romance (1944) și Duel in the Sun (1946). Descrierile dramatice ale peisajului vestic american dotează natura cu o forță sinistră în care personajele sale luptă pentru supraviețuire și răscumpărare. Reprezentările sale dramatice ale peisajului occidental american oferă naturii o forță sinistră în care personajele se luptă pentru supraviețuire și răscumpărare.

## Filmografie
- 1913 The Grand Military Parade
- 1913 Hurricane in Galveston
- 1916 The Intrigue
- 1918 The Lost Lie
- 1918 Bud's Recruit
- 1918 The Chocolate of the Gang
- 1918 Tad's Swimming Hole
- 1918 The Accusing Toe
- 1918 I'm a Man
- 1919 The Turn in the Road
- 1919 Better Times (sub numele King W. Vidor)
- 1919 The Other Half (King W. Vidor)
- 1919 Poor Relations
- 1920 The Family Honor (King W. Vidor)
- 1920 The Jack-Knife Man
- 1921 The Sky Pilot
- 1921 Love Never Dies
- 1922 The Real Adventure
- 1922 Dusk to Dawn
- 1922 Conquering the Woman
- 1922 Peg o' My Heart
- 1923 The Woman of Bronze
- 1923 Three Wise Fools
- 1924 Wild Oranges
- 1924 Happiness
- 1924 Wine of Youth
- 1924 His Hour
- 1924 The Wife of the Centaur
- 1925 Proud Flesh
- 1925 The Big Parade
- 1926 La Bohème
- 1926 Bardelys the Magnificent
- 1928 The Crowd
- 1928 The Patsy, cunoscut și ca The Politic Flapper
- 1928 Show People
- 1929 Hallelujah
- 1930 Not So Dumb
- 1930 Billy the Kid, titlul american The Highwayman Rides
- 1931 Street Scene
- 1931 The Champ
- 1932 Bird of Paradise
- 1932 Cynara
- 1933 The Stranger's Return
- 1934 Our Daily Bread
- 1935 The Wedding Night
- 1935 So Red the Rose
- 1936 The Texas Rangers
- 1937 Stella Dallas
- 1938 The Citadel
- 1939 Vrăjitorul din Oz (The Wizard of Oz) (nemenționat)
- 1940 Northwest Passage
- 1940 Tovarășul X (Comrade X)
- 1941 H.M. Pulham, Esq.
- 1944 An American Romance
- 1946 Duel în soare (Duel in the Sun)
- 1948 On Our Merry Way, cunoscut și ca A Miracle Can Happen
- 1949 Izvorul (The Fountainhead)
- 1949 Beyond the Forest
- 1951 Lightning Strikes Twice
- 1952 Japanese War Bride
- 1952 Ruby Gentry
- 1954 Light's Diamond Jubilee (film TV)
- 1955 Omul fără stea (Man Without a Star)
- 1956 Război și pace
- 1959 Solomon și regina din Saba (Solomon and Sheba)
- 1964 Truth and Illusion